# Mistrzostwa Europy w Lekkoatletyce 1938 – bieg na 1500 m mężczyzn

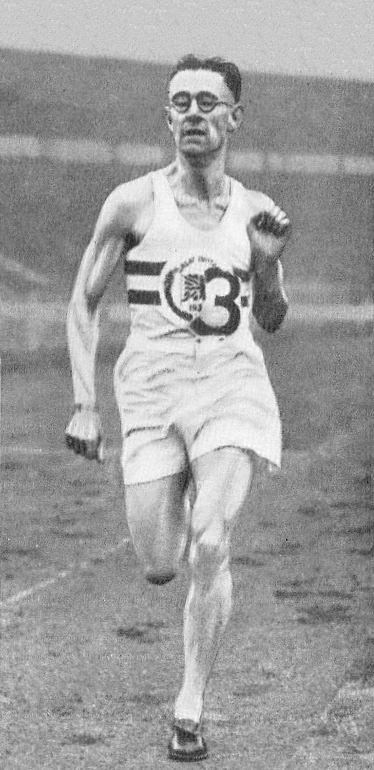
Sydney Wooderson

Bieg na dystansie 1500 metrów mężczyzn był jedną z konkurencji rozgrywanych podczas II Mistrzostw Europy w Paryżu. Biegi eliminacyjne zostały rozegrane 3 września 1938 roku, zaś bieg finałowy – 5 września. Zwycięzcą tej konkurencji został srebrny medalista Igrzysk Imperium Brytyjskiego w biegu na 1 milę z Londynu, Brytyjczyk Sydney Wooderson. W rywalizacji wzięło udział czternastu zawodników z dziewięciu reprezentacji.

## Rekordy
| Rekord świata     | Jack Lovelock (NZL) | 3:47,8 | Berlin, III Rzesza | 06.08.1936 |
| Rekord Europy     | Miklós Szabó (HUN)  | 3:48,6 | Budapeszt, Węgry   | 03.10.1937 |
| Rekord mistrzostw | Luigi Beccali (ITA) | 3:54,6 | Turyn, Włochy      | 07.09.1934 |

## Wyniki

### Eliminacje
Bieg 1
| Miejsce | Zawodnik         | Czas   | Uwagi |
| ------- | ---------------- | ------ | ----- |
| 1       | Joseph Mostert   | 3:57,7 | Q     |
| 2       | Toivo Sarkama    | 3:57,8 | Q     |
| 3       | Sydney Wooderson | 3:58,1 | Q     |
| 4       | Ingvar Haglund   | 3:59,5 | Q     |
| 5       | Robert Goix      | 4:09,0 | q     |
| 6       | Renzo Zipoli     | 4:11,0 |       |
| 7       | Frits de Ruijter | b. d.  |       |

Bieg 2
| Miejsce | Zawodnik         | Czas   | Uwagi |
| ------- | ---------------- | ------ | ----- |
| 1       | Luigi Beccali    | 4:02,0 | Q     |
| 2       | Niilo Hartikka   | 4:02,3 | Q     |
| 3       | Jim Alford       | 4:02,5 | Q     |
| 4       | Pierre Leichtnam | 4:03,1 | Q     |
| 5       | Jan Staniszewski | 4:03,6 | q     |
| 6       | Jean Deloge      | 4:12,1 |       |
| –       | Åke Jansson      | DNF    |       |

### Finał
| Place | Athlete          | Time      |
| ----- | ---------------- | --------- |
| 1     | Sydney Wooderson | 3:53,6 CR |
| 2     | Joseph Mostert   | 3:54,5    |
| 3     | Luigi Beccali    | 3:55,2    |
| 4     | Niilo Hartikka   | 3:56,5    |
| 5     | Toivo Sarkama    | 3:56,7    |
| 6     | Jan Staniszewski | 3:58,4    |
| 7     | Jim Alford       | 4:03,0    |
| 8     | Ingvar Haglund   | 4:08,2    |
| 9     | Robert Goix      | 4:10,0    |
| –     | Pierre Leichtnam | DNF       |